# Alujamyia isolata
Alujamyia isolata är en tvåvingeart som beskrevs av Allen L.Norrbom 2006. Alujamyia isolata ingår i släktet Alujamyia och familjen borrflugor.
Artens utbredningsområde är Puerto Rico. Inga underarter finns listade i Catalogue of Life.